# Spirostreptus flavomarginatus
Spirostreptus flavomarginatus är en mångfotingart som beskrevs av Daday. Spirostreptus flavomarginatus ingår i släktet Spirostreptus och familjen Spirostreptidae. Inga underarter finns listade i Catalogue of Life.